# 튀니지 농구 국가대표팀
튀니지 농구 국가대표팀은 튀니지의 농구 대표팀이다.

## 주요 선수
현재 주요선수로는 살라 메흐리 등이 있다.